# Cercando nel buio
 Cercando nel buio (A Traitor to Memory) è un romanzo della giallista statunitense Elizabeth George, pubblicato nel 2001.
Il libro è stato tradotto in dodici lingue; in italiano è apparso per la prima volta nel 2002.

## Trama
In una piovosa giornata d'autunno, mentre passeggia per le strade di Londra, Eugenie Davis viene travolta e uccisa da un'auto.
La vittima era la madre di Gideon Davies, un famoso violinista costretto ad abbandonare l'attività di musicista a causa di una forma di amnesia.
Del caso si occupa l'ispettore Lynley di Scotland Yard, che scopre che vent'anni prima il suo superiore, il sovrintendente Webberly, si era occupato della morte della sorella del musicista, Sonia.

## Edizioni in italiano
- Elizabeth George, Cercando nel buio: romanzo, traduzione di Maria Cristina Pietri e Enzo Verrengia, Longanesi, Milano 2002
- Elizabeth George, Cercando nel buio: romanzo, traduzione di Maria Cristina Pietri e Enzo Verrengia, TEA, Milano 2004
- Elizabeth George, Cercando nel buio, SuperPocket, Milano 2008

## Trasposizioni
Il romanzo è stato trasposto per la televisione e costituisce il secondo episodio della terza stagione in The Inspector Lynley Mysteries, andato in onda l'11 marzo 2004.